# Savimetsa
Savimetsa is een plaats in de Estlandse gemeente Peipsiääre, provincie Tartumaa. De plaats heeft de status van dorp (Estisch: küla).
Tot in oktober 2017 hoorde Savimetsa bij de gemeente Alatskivi. In die maand werd Alatskivi bij de gemeente Peipsiääre gevoegd.
De plaats ligt op de zuidoever van het meer Lahepera järv. Administratief valt vrijwel het hele meer onder Savimetsa. Aan de oostkant grenst het dorp aan het Peipusmeer.

## Bevolking
De ontwikkeling van het aantal inwoners blijkt uit het volgende staatje:
| Jaar            | 2000 | 2009 | 2011 | 2018 | 2020 | 2021 |
| --------------- | ---- | ---- | ---- | ---- | ---- | ---- |
| Aantal inwoners | 36   | 39   | 29   | 31   | 26   | 32   |

## Geschiedenis
Savimetsa werd voor het eerst genoemd rond 1900 onder de naam Sawwimets, een nederzetting op het landgoed Allatzkiwwi (Alatskivi). In 1922 werd Savimetsa onder de huidige naam genoemd als dorp.